# 中国驻乌兹别克斯坦大使馆
中华人民共和国驻乌兹别克斯坦共和国大使馆，简称中国驻乌兹别克斯坦大使馆，是中华人民共和国驻乌兹别克斯坦的外交代表机构。

## 机构设置
中国驻乌兹别克斯坦大使馆设置下列机构：
- 政治处
- 经济商务处
- 领事侨务处
- 文宣处
- 武官处
- 接待室
- 传达室
- 办公室